# Federația de Atletism din Republica Moldova
La Federația de Atletism din Republica Moldova (FAM) è una federazione sportiva che ha il compito di promuovere la pratica dell'atletica leggera e coordinarne le attività dilettantistiche ed agonistiche in Moldavia.